# 성기영 (아나운서)
성기영(1969년 1월 19일~)은 KBS의 아나운서이다. KBS 제1라디오 《성기영의 경제쇼》 진행자이다.

## 학력
- 이화여자대학교 대학원 경제학과
- 이화여자대학교 정치외교학과

## 경력
- 1991년 KBS 18기 공채 아나운서
- KBS 아나운서실 한국어연구부 부장 역임
- 일자 미상~2018년 4월 KBS 아나운서실 실장

## 진행

### TV
- KBS1 《KBS 뉴스광장》
- KBS1 《남북의 창》
- KBS2 《지구촌 뉴스》

### 라디오
- KBS 제1라디오 《내일은 푸른하늘》
- KBS 제1라디오 《경제가 보인다》(2002년 10월 21일~2003년 7월 11일)
- KBS 제1라디오 《성기영의 경제투데이》(2003년 7월 14일~2013년 4월 5일)
- KBS 제1라디오 《경제세미나》(2005년 5월 7일~2013년 4월 6일)
- KBS 제1라디오 《바른말 고운말》(2013년 4월 8일~2014년 12월 31일)
- KBS 제3라디오 《우리는 한국인입니다》
- KBS 제3라디오 《낭독으로 만나는 세상》
- KBS 한민족방송 《통일백세》
- KBS 제1라디오 《라디오 매거진 위크 앤드》(2019년 9월 21일~2021년 6월 27일)
- KBS 한민족방송 《서울말 따라잡기》
- KBS 한민족방송 《경제로 통일로》
- KBS 제1라디오 《성기영의 경제쇼》(2023년 11월 13일~)